# Uitbergen
Uitbergen is een dorp in de Belgische provincie Oost-Vlaanderen en een deelgemeente van Berlare, het was een zelfstandige gemeente tot aan de gemeentelijke herindeling van 1977. Het Donkmeer ligt grotendeels in Uitbergen.

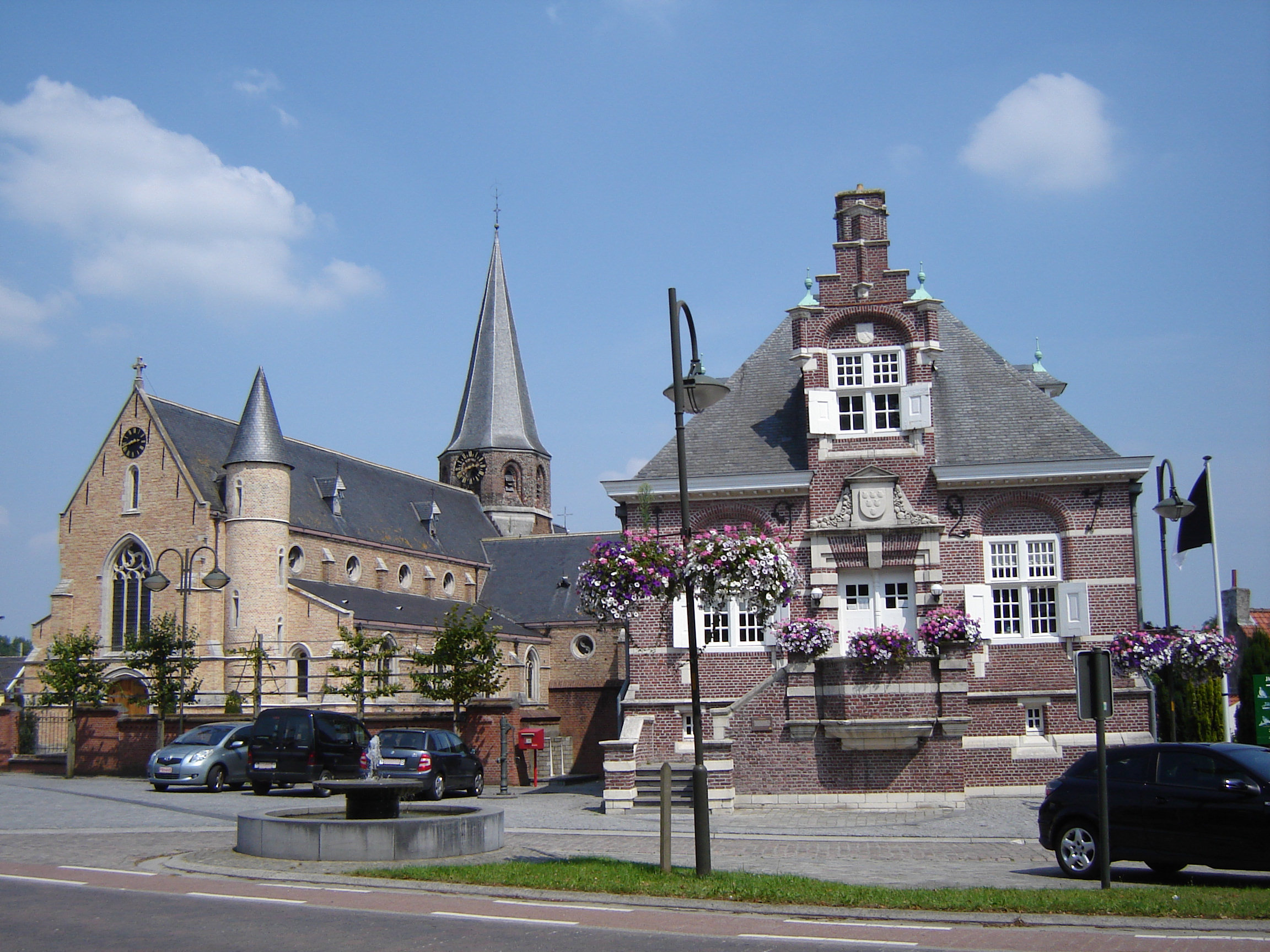
Kerk en voormalig gemeentehuis

## Geschiedenis
Uitbergen is een van de oudste dorpen in het land van Dendermonde. Het is nog niet te vinden op een kaart van het jaar 879 gemaakt onder het bestuur van Boudewijn met de IJzeren Arm en zijn vrouw Judith. Maar een oorkonde van Keizer Lotharius, dagtekenend van 966 en voorkomende in het Cartularium van de Sint-Baafsabdij (Gent) vermeldt het onder de naam Villa Bergina, als deel uitmakende van de bezittingen van de abdij.
Een villa was een groot boerenhof bewoond door een Heer of zijn plaatsvervanger. Rondom stonden de hutten van de dienstknechten. De bevolking van een villa beliep soms tot 500 op 1000 personen. Van dit Latijnse woord is het Franse woord village (dorp) afgeleid. Dorp zou komen van terp, torp, hoogte, heuvel op de welke de inwoners vluchtten of zich gingen vestigen om aan de overstromingen te ontsnappen. In latere documenten van de 13e eeuw schrijft men Huitberghine. In een Franse oorkonde van 1306 schrijft men Utbergues en Utberges. In 1312 vinden wij Uytberghe en Hutenbergina. In 1578 Uutberghen. Wat de betekenis mag zijn van die naam blijft een raadsel. Verschillende schrijvers hebben hem op verschillende wijzen verklaard. Het waarschijnlijkste is dat Uitbergen een interessante woonplaats was omwille van zijn zandheuvels. Hier konden de eerste bewoners zich beveiligen tegen de overstromingen van de Schelde.
Deze heuvels zijn in de 20ste eeuw afgegraven omwille van de zavel. Er was de Molenberg (aan de Moleneindestraat), de Kouterberg ( nu Fonteinstraat) en de Rijsberg (achteraan de Grote Kouterstraat).

## Demografische ontwikkeling
- Bronnen:NIS, Opm:1831 tot en met 1970=volkstellingen; 1976 = inwoneraantal op 31 december

## Bezienswaardigheden
- De Sint-Pietersbandenkerk met achtzijdige bakstenen vieringtoren.
- Het voormalig gemeentehuis (1927) is van de hand van Valentin Vaerwyck en sluit stilistisch aan bij dat van Zomergem, van dezelfde architect. Toen was Albert Visart de Bocarmé burgemeester van Uitbergen.

### Domein Terlinden
Jacques-Emmanuel Terlinden (1746-1813) trouwde in 1773 met Marie-Cornelie Beeckman (1751-1818) en ze kregen dertien kinderen. Hij was schepen van Aalst en werd heer van Uitbergen en eigenaar van het kasteel en domein van Uitbergen, via zijn vrouw. De buitenplaats Uitbergen kwam zo in het laatste kwart van de 18de eeuw in het bezit van de adellijke familie Terlinden. 
Jacques koos de zijde van de Brabantse Omwenteling en rustte op zijn kosten een compagnie infanteristen uit, die werd geleid door zijn twee oudste zonen, Jacques en Maximilien. Hij onderging de afschaffing van de adellijke status en verkocht het kasteel en domein in 1807 aan Emmanuel de Kerckhove d'Ousselghem (1767-1854). Zijn erfgenamen werden Van den Steen de Jehay, van wie een dochter het domein inbracht bij haar huwelijk met Amédée Visart de Bocarmé, burgemeester van Brugge.

### Domein Visart de Bocarmé
Op het einde van de 19de eeuw werd jonkheer Albert Visart de Bocarmé (1868-1947) de nieuwe eigenaar van het Kasteel van Uitbergen aan de Moleneindestraat, door erfenis van zijn ouders en schenking vanwege zijn zus die mede-erfgenaam was. Sedert 1895 gebruikte hij het als zomerverblijf, terwijl hij in de winter in Brugge woonde. 
Hij werd burgemeester van Uitbergen en was eigenaar van vele huizen en van de omliggende gronden, inclusief het Donkmeer. Vandaar dat toen aan de Oostkant, die tegen een bestaande straat aanleunde, enige recreatiedruk merkbaar was. Visart liet toe dat er gevist werd, beheerde zelf een eendenkooi en de rest was voor het publiek afgesloten. 
Albert Visart de Bocarmé bleef burgemeester van 1895 tot aan zijn dood in 1947. In 1946 vierde hij zijn vijftigste verjaardag als burgemeester. Hij was bouwheer en schenker van onder meer het nieuwe gemeentehuis, de jongens- en meisjesschool Sint-Vincentius a Paulo, het boswachtershuis en de uitbreiding van de kerk van Uitbergen naar ontwerp van architect Julius Goethals (Aalst).
Op 7 april 1947 stierf Visart de Bocarmé; in 1949 stierf zijn echtgenote. Zij hadden geen kinderen. Het kasteel werd geërfd door Léonie van de Walle, de dochter van Alberts oudere zus. Léonie was gehuwd met Baron Antoine de Crombrugghe de Picquendaele. Baron de Crombrugghe was ingenieur in de Limburgse koolmijnen en kon er dus niet komen wonen. Zij verhuurden het kasteel, maar dikwijls was het onbewoond. Na zijn pensionering, omstreeks 1960, kwam het gezin hier permanent wonen.
Barones en Baron de Crombrugghe overleden op respectievelijk 7 april 1973 en 26 april 1975. Ze hadden 10 kinderen. Het kasteel werd hun zomerverblijf; ook hun familiefeesten vonden er plaats. Voor de rest was het meestal onbewoond; geen van de kinderen kon of wilde er komen wonen. In 1987 huurde de toenmalige BRT het kasteel voor de binnenopnames van de oorlogsserie Klein Londen, Klein Berlijn.
In 1988 verkochten de kinderen het Donkmeer aan de betrokken gemeenten en het kasteel met park en bijgebouwen aan een antiekhandelaar. Die liet de meest dringende herstellingen uitvoeren en vestigde er zijn antiekzaak. Tevens verkocht hij in 1989 de 2 bijgebouwen aan de huurders die er woonden. Vervolgens, in 1997 verkocht hij ook het kasteel zelf, met het park aan de huidige eigenaars. 
Het kasteel en het park zijn niet toegankelijk voor het publiek.

### Pastorie
De pastorie is gebouwd in 1737. Het gebouw werd in klassieke Franse stijl opgetrokken in opdracht van pastoor Schouteet.
In de spreekkamer bevinden zich tien op doek geschilderde en aan de wand vastgehechte taferelen uit het oude en nieuwe testament. Ze dragen allemaal het jaartal 1785 en zijn van de hand van Brunet, een schilder uit de Franse school. Van hem zou men ook schilderijen vinden in het paleis van Versailles. Hoe de schilderijen in Uitbergen terecht kwamen is niet bekend.
In 1984 werd de pastorie volledig gerestaureerd. 
Na het vertrek van de laatste pastoor werd er de buitenschoolse kinderopvang gevestigd (sinds maart 2014). De kerkfabriek heeft nog het exclusieve gebruik van de spreekkamer.

### De Rochuskapel in de Moleneindestraat
In 1870-1871 stierven hier minstens 30 mensen door een pestepidemie, wellicht meegebracht door seizoenarbeiders uit Frankrijk. Graaf Van Den Steen de Jehay beloofde een kapel te bouwen als de ziekte verdween, wat ook gebeurde. De Heilige Rochus van Montpellier moest beschermen tegen besmettelijke ziekten. Hiertoe wordt nog elk jaar een negendaagse noveen gebeden (vanaf 16 augustus).
In 1990 werd het oude beeld gestolen. De kapel raakte ook in verval. In 1991 werd ze volledig gerestaureerd door de buurtbewoners.
Men kocht een nieuw beeld en de kapel werd opnieuw ingewijd met een openluchtmis.

## Galerij

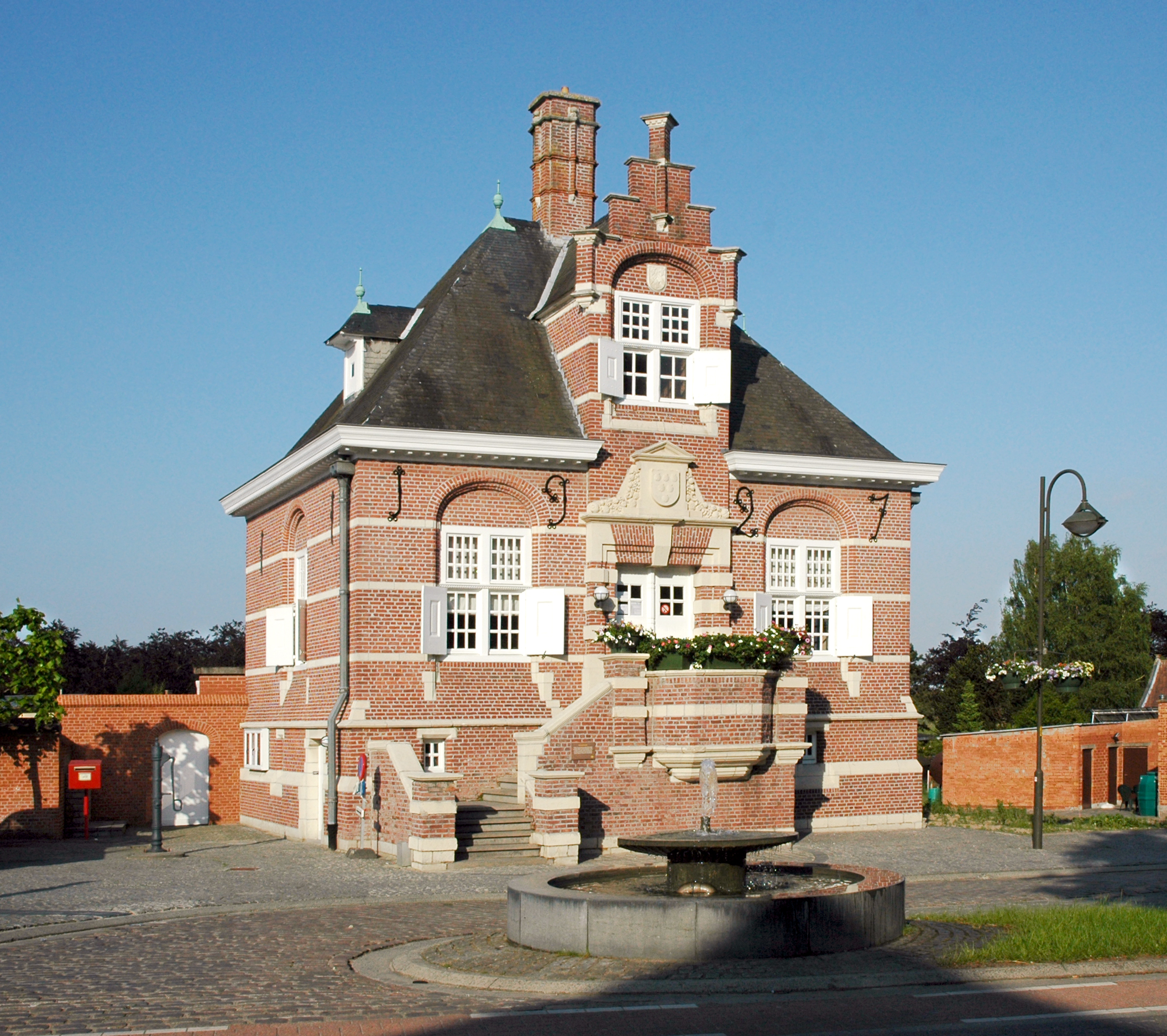
Voormalig gemeentehuis
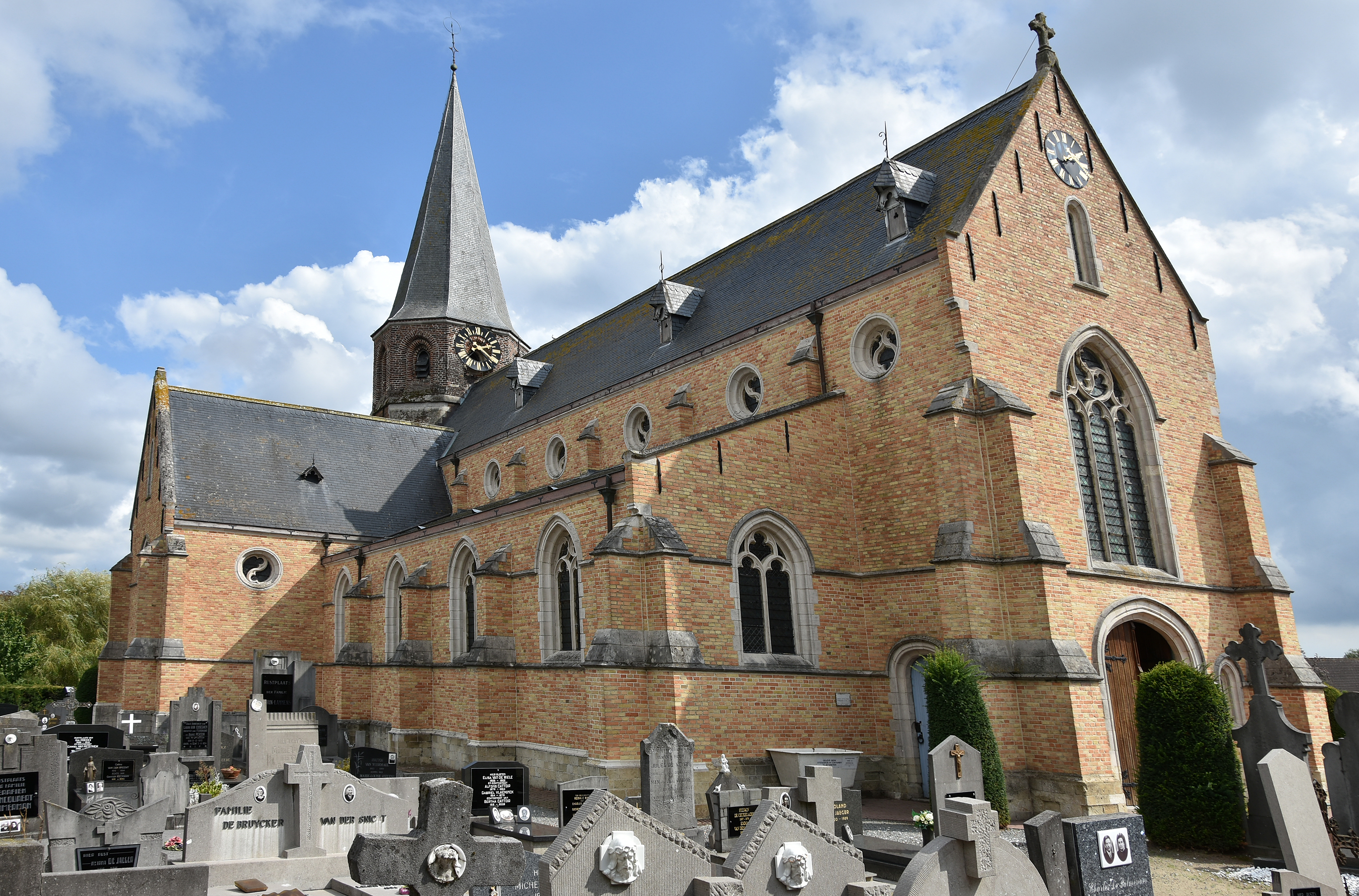
Sint-Pietersbandenkerk
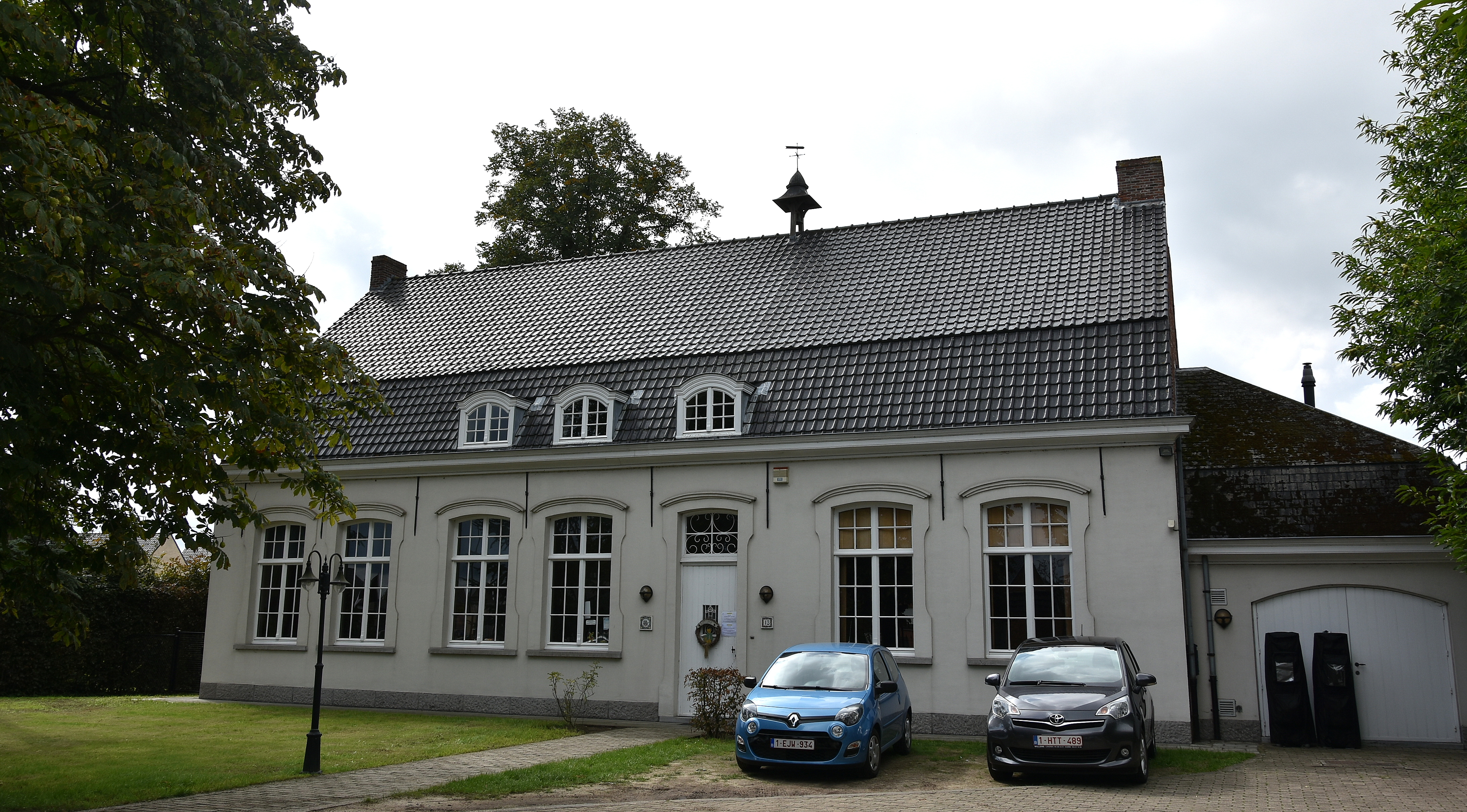
De pastorie
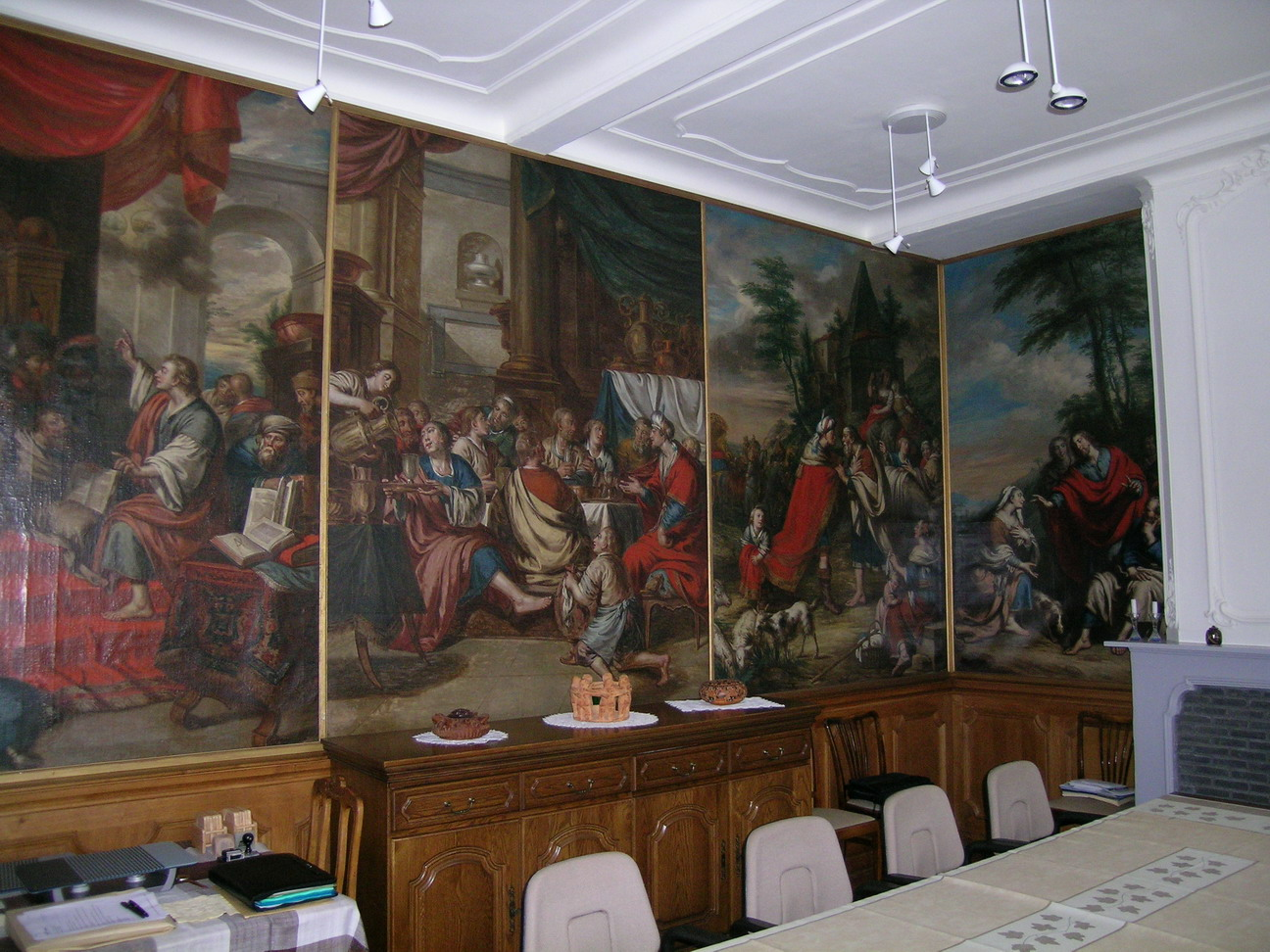
Pastorie: spreekkamer
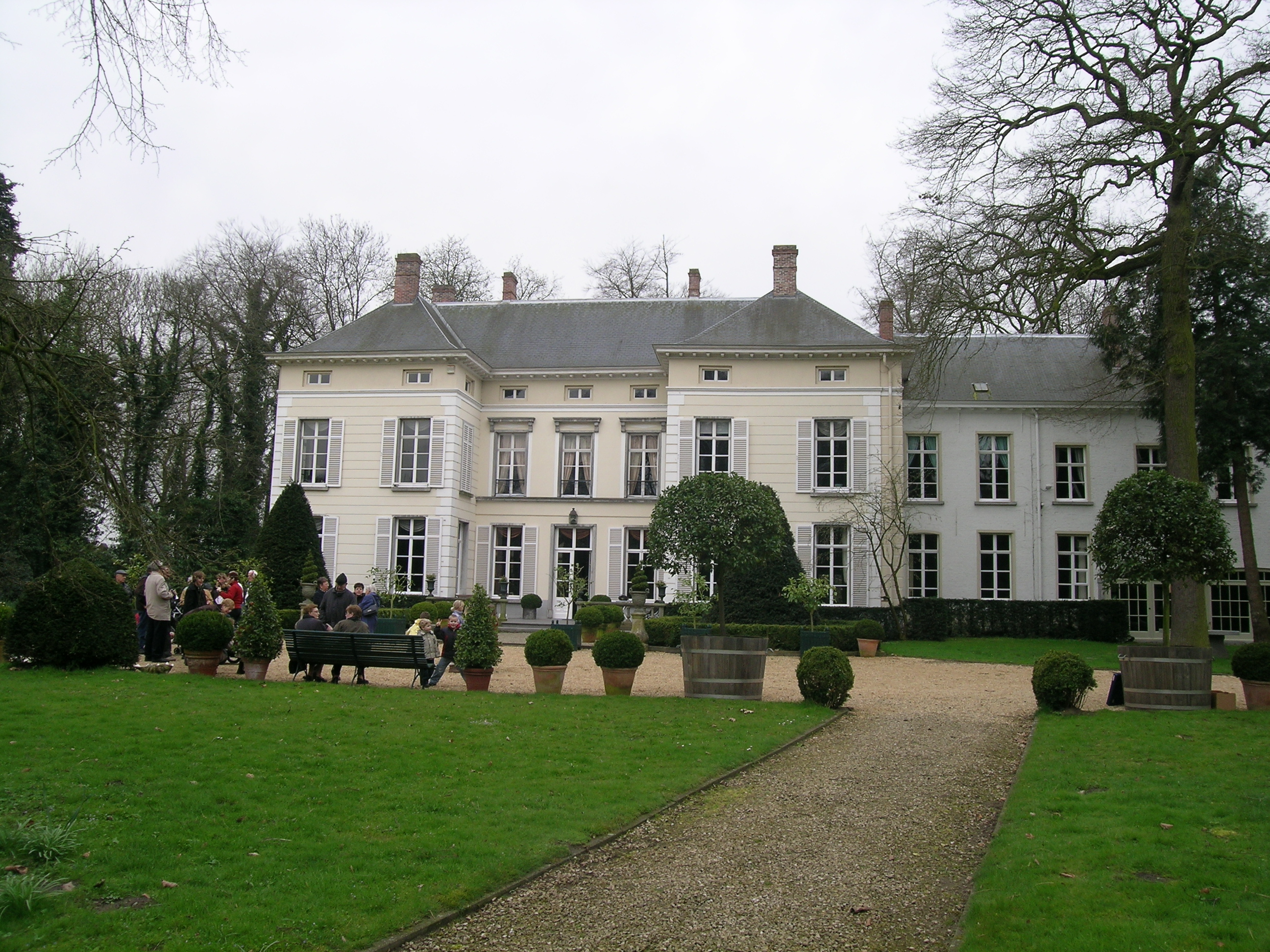
Kasteel
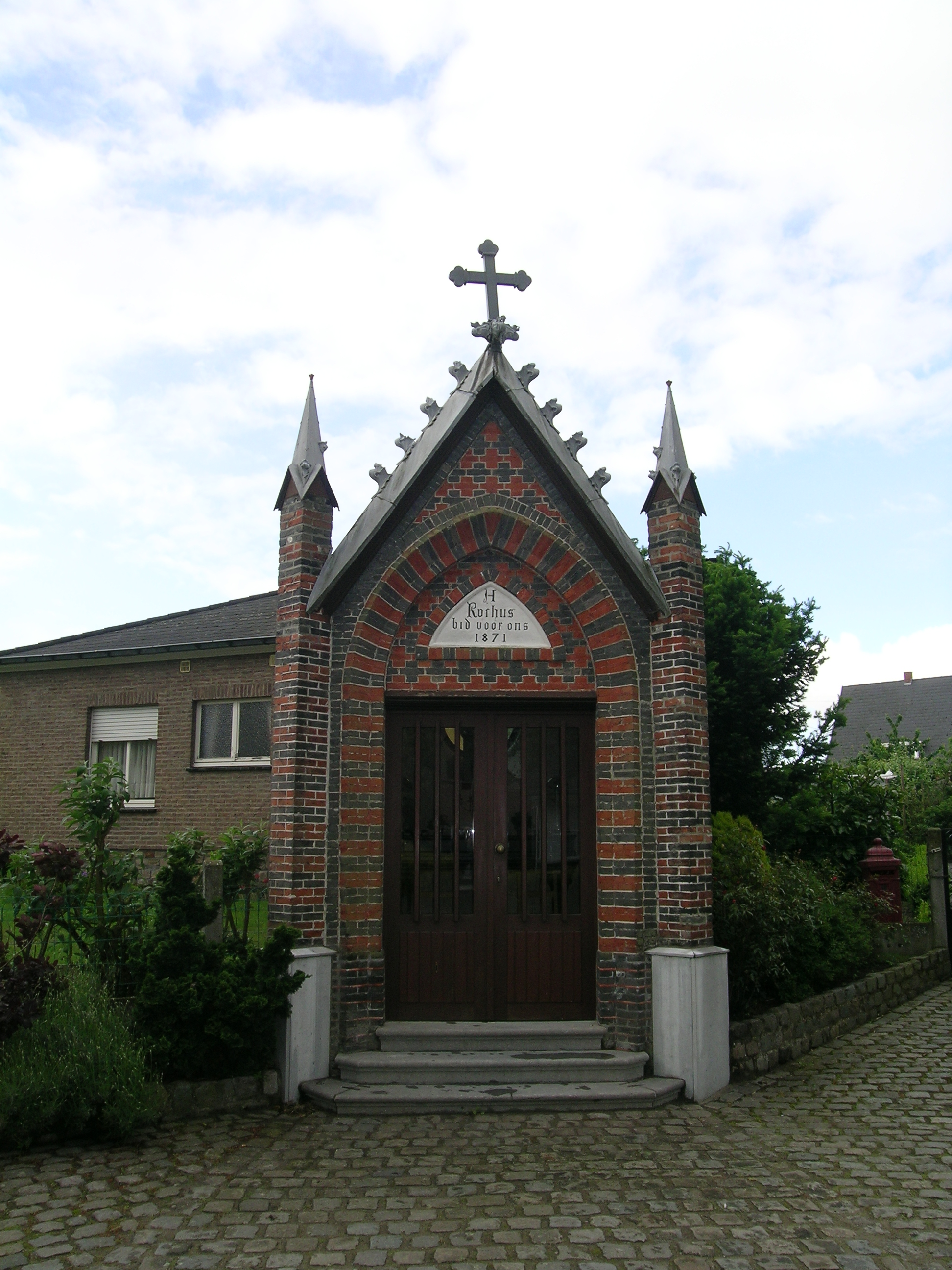
Rochuskapel
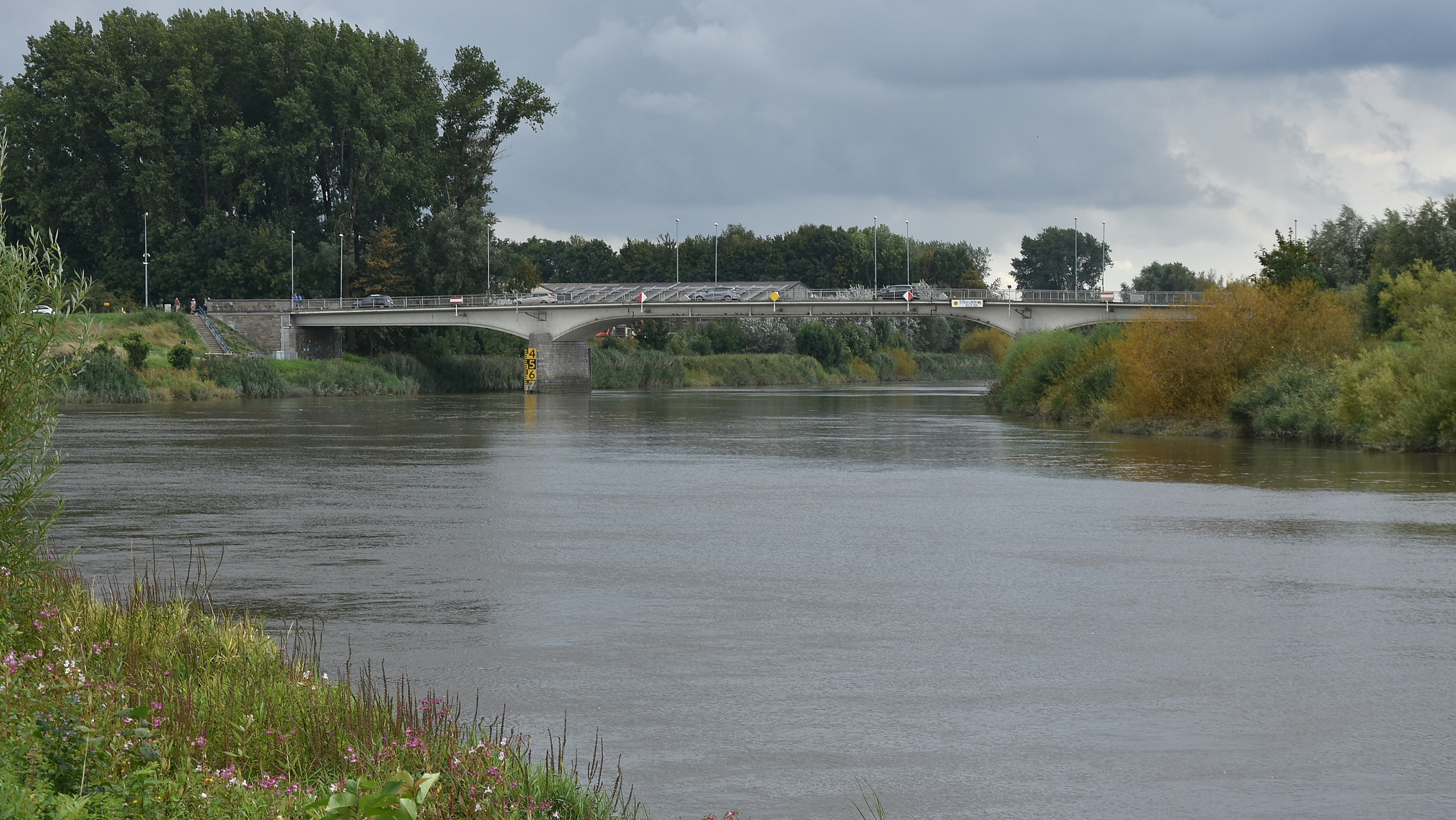
De Uitbergenbrug over de Schelde vanaf de oever in Wichelen

## Natuur en landschap

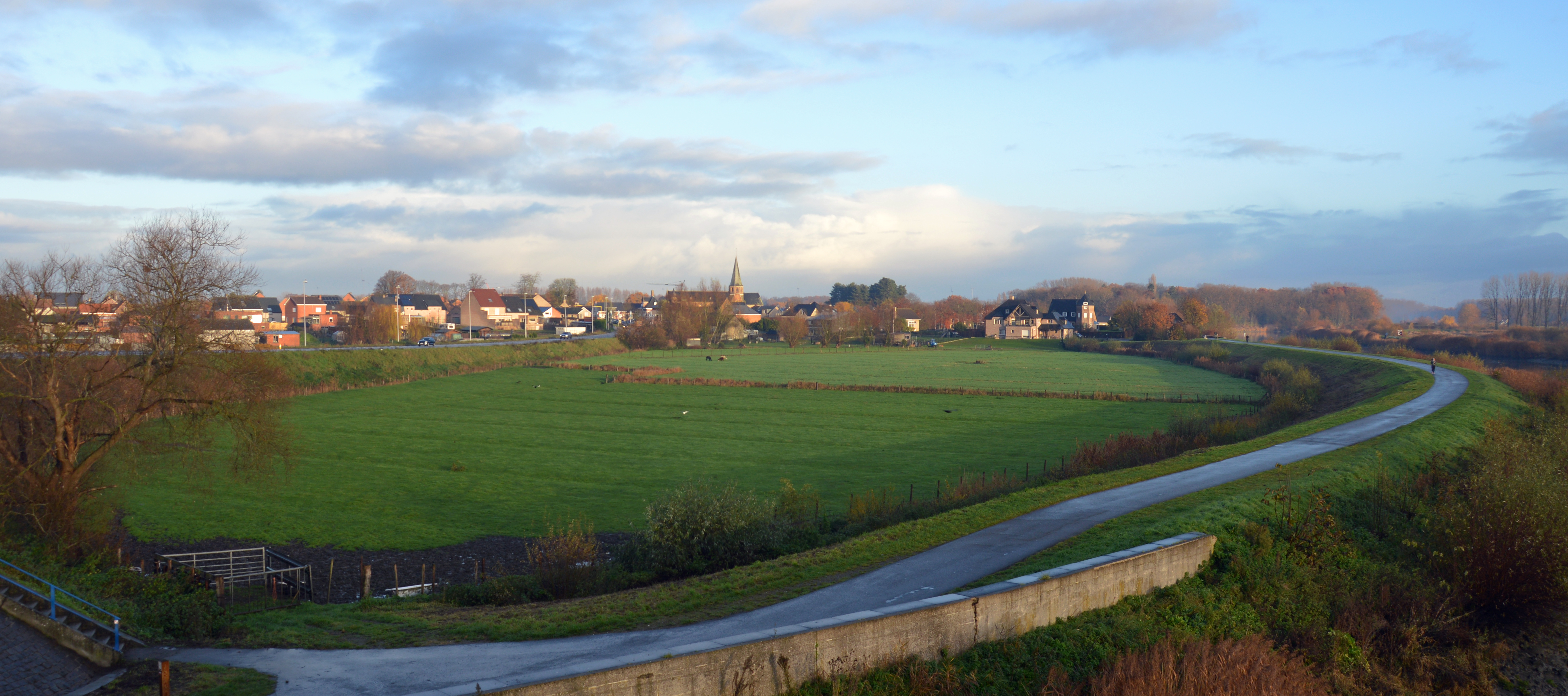
Zicht op Uitbergen vanaf Uitbergenbrug.

Uitbergen ligt aan de Schelde. De hoogte bedraagt 4-5 meter en de rivierduinen zijn tot 15 meter hoog. Belangrijke natuurgebieden zijn de Wijmeers ten zuiden en Maaidonk ten noorden van de kom.

## Trivia
- De bijnaam van de inwoners is teutemensen.[1]

## Nabijgelegen kernen
Overmere, Berlare, Wichelen, Schellebelle